# Chlorophorus zelus
Chlorophorus zelus är en skalbaggsart som beskrevs av Holzschuh 1989. Chlorophorus zelus ingår i släktet Chlorophorus och familjen långhorningar.
Artens utbredningsområde är Taiwan. Inga underarter finns listade i Catalogue of Life.